# Таврезиум
Таврезиум (на латински: Tauresium) е византийско селище, намирало се край днешен Ниш, Сърбия до Юстиниана Прима.
В миналото е идентифициран на територията на Градище, край днешното село Таор, община Зелениково, на 20 km от днешния град Скопие.
В Таврезиум през 480 година е роден остготският крал Теодахад, управлявал от 534 до 536 година, а в 482 година и византийският император Юстиниан I (526 – 568).